# Muhammad Loutfi Goumah
Muhammad Loutfi Goumah (18. januar 1886 i Alexandria i Egypten – 15. juni 1953 i Kairo) var en egyptisk patriot, politiker, essayist, forfatter og advokat. Efter Goumah var færdig med at studere loven, han var en af de bedst kendte advokater og offentlige embedsmænd fra Egypten. Goumah var medlem af det prestigefyldte arabiske akademi i Damaskus, og han talte flydende arabisk, engelsk, fransk og italiensk. Hertil kommer, Goumah en grundlæggende viden om hieroglyffer og latin. Goumah har skrevet tusindvis af artikler i en halv snes forskellige egyptiske magasiner og aviser, og disse artikler dækker mange aspekter af egyptiske livet og samfundet på dette tidspunkt, lige fra økonomi, international politik, politisk filosofi, litteratur, litterær kritik og sufisme.
Goumah kørte også et politisk aktivitet ved at danne flere grupper af studerende, skrev taler og holdt kontakt med flere kendte politiske mennesker i Europa, som var kendt for deres støtte og sympati for den egyptiske sagen mod den britiske besættelse. Goumah deltog de tre konferencer afholdt i Geneve, Bruxelles og Paris, henholdsvis i 1909, 1910, 1911. Goumah døde i Cairo af komplikationer efter en omfattende myokardieinfarkt på 15 juni 1953, da han var 67 år.